# Pastorális Gábor
Pastorális Gábor (1951. október 30.) lepkész, a Duna Menti Múzeum egykori munkatársa.

## Élete
1971-ben érettségizett a nyitrai Építőipari Szakközépiskolában, majd az építőiparban helyezkedett el. 1978-tól a révkomáromi Agrozet vállalatnál lett beruházási szakelőadó. 1991-2014 között a Duna Menti Múzeum technikusa, egyben a rovartani gyűjtemény kezelője volt.
1976-tól gyarapította lepkegyűjteményét. 1980-tól együttműködött Andrej Reiprich szlovák lepideptorológussal. Róla nevezték el a horvátországi Dicrorampha pastoralisi sodrómolyfajt. A molylepkék szlovák nevezéktanával is foglalkozott.

## Művei
- 1985 Príspevok k faunistike motýľov v Komárne a jeho blízkom okolí. Iuxta Danubium 5, 93-126.
- 1988 Nové výsledky faunistického výskumu motýľov (Lepidoptera) v okolí Komárna. Entomologické problémy 18, 121-132.
- 1995 Zoznam motýľov vyskytujúcich sa na území Slovenska. KOmárno. (tsz. Reiprich, A.)
- 2007 Magyarország területén előforduló molylepkefajok jegyzéke (Lepidoptera: Microlepidoptera). Natura Somogyiensis
- 2011 A magyarországi Swammerdamia fajcsoport revíziója. Microlepidoptera.hu 3, 3-13. (tsz. Buschmann Ferenc - Fazekas Imre)
- 2011 A Vértes hegység molylepke kutatásának eddigi eredményei. e-Acta Naturalia Pannonica 2/1, 53-100. (tsz. Szeőke, K.)
- 2011 A Magyarországon előforduló molylepkefajok jegyzéke, 2011. Microlepidoptera.hu 3, 37-136.
- 2012 Zoznam drobných motýľov (Lepidoptera: Microlepidoptera) zistených na Slovensku. Folia faunistica Slovaca 17/1, 21-80.
- 2012 A Magyarországon előforduló molylepkefajok jegyzéke, 2012. Microlepidoptera.hu 5, 51-146.
- 2013 Zoznam motýľov zistených na Slovensku (Lepidoptera). Folia faunistica Slovaca 18/2, 101-232. (tsz. Kalivoda, H. - Panigaj, Ľ.)
- 2017 Jedenásť druhov motýľov (Lepidoptera) nových pre faunu Slovenska. Folia faunistica Slovaca 22, 19-29. (tsz.)
- 2018 A Vértes hegység lepkefaunája. Acta Naturalia Pannonica 17. (tsz. Szeőke Kálmán)
- 2019 Új fajok és változások a Magyarországon előforduló molylepke-fajok névjegyzékében (Lepidoptera). Microlepidoptera.hu 15, 5–19. (tsz. Buschmann Ferenc)
- 2024 A Magyarországon előforduló Microlepidoptera fajok névjegyzéke, 2024 (tsz. Buschmann Ferenc)